# グラストンベリー・フェスティバル
グラストンベリー・フェスティバル (Glastonbury Festival) は、イングランドのピルトンで1970年から行われている世界最大規模の野外音楽フェスティバル。正式名称はグラストンベリー・フェスティバル・オブ・コンテンポラリー・パフォーミング・アーツ (Glastonbury Festival of Contemporary Performing Arts) だが、一般的にはグラストンベリー (Glastonbury) またはグラスト (Glasto) と簡略化されて呼ばれている。

## 歴史

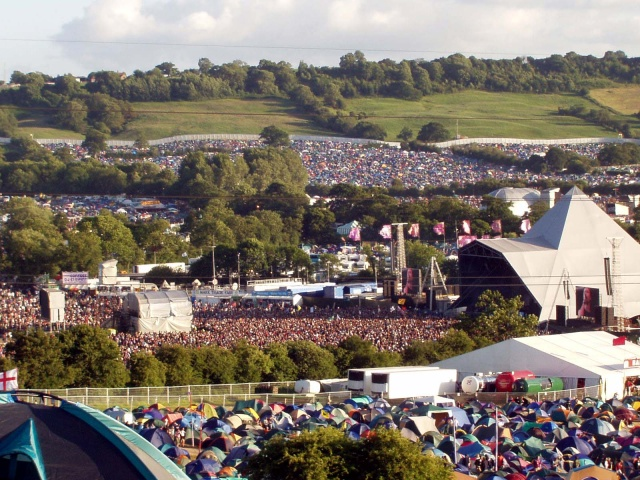
フェスティバルの会場（2003年）

1970年9月19日に初めて開催され、その時の名称は「ピルトン・ポップ・アンド・ブルース・フォーク・フェスティバル」であった。この名称の通りコンテンポラリーミュージックだけに限定されず、サーカスや演劇、ジャズ、ダンス、レゲエのサウンドシステムや映画上映までされている。
初年度の観客数は1,500人であったが、徐々に規模を拡大し、1981年に正式に名称を「グラストンベリー・フェスティバル」と改めた。2005年には、会場の広さは900エーカー（約3.6 km²）になり、385のライブが行われ15万人の観客が来場し、2007年には700を超えるライブが80を超えるステージで行われ18万人が来場した。
会場は広大な農場であることから、踏み荒らされた牧草の回復のため、およそ5 - 6年の間隔で不定期に休催年を設けており、一例として2006年・2012年・2018年がこれに当たる。また、新型コロナウイルス感染症の流行の際は、2020年と2021年の開催が中止となった。

## 会場位置

会場があるサマセットの地図

フェスティバルは、イングランド南西部の小さな村であるピルトンと、その6マイル東にあるグラストンベリーの間に存在するワージー・ファーム (Worthy Farm) で行われている。近辺には、グラストンベリー・トーとよばれる小高い丘がある。この地域は、多くの神話的・霊的な伝統を持っており、ニューエイジ・ムーブメントや考古学の分野では興味深い場所である。いくつかのレイラインが丘に集まっていると考えられている。また丘は、古来よりアーサー王らが眠るアヴァロン島の場所とも考えられている。

## 組織
フェスティバルを構成する組織は、地元の農業者と土地のオーナーであるマイケル・イービスから成っており、フェスティバル初期から変わらない。マイケルは彼の妻ジーンが1999年に亡くなるまで2人でフェスティバルを運営し、その後は娘のエミリー・イービスがマイケルの補助にあたっている。
2018年2月、主催者のエミリーはBBCのインタビューで、環境上の理由から、2019年はペットボトルを禁止すると発言した。これに先立ち、来場者が持参するボトルに補充できるウォーターキオスクが2014年に導入されていた。

## 2008年のジェイ・Zヘッドライナー出演を巡る騒動

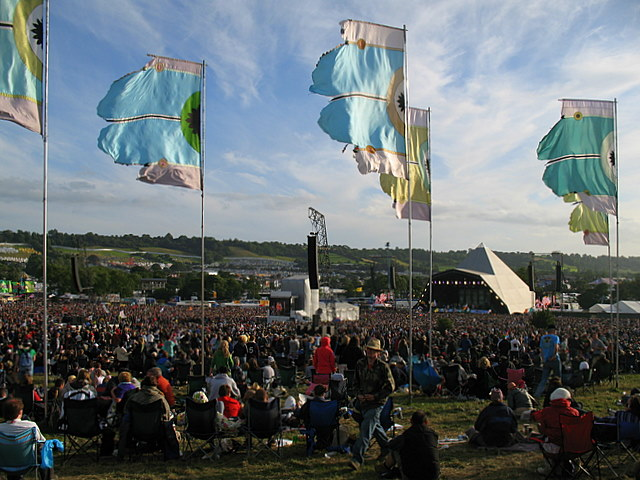
2008年のPyramid Stage

2008年、オアシスのノエル・ギャラガーは不振が続いていたチケットセールスに関して、この年のヘッドライナーに抜擢されたジェイ・Zに言及し、「“壊れてないものは修理するな”だ。（主催者がフェスティバルの伝統を）壊してこれまでと違うことをし始めるなら、観衆はみんな行かなくなるだろう。ジェイ・Zはあり得ない」「グラストンベリーはギター・ミュージックという伝統がある」「俺はグラストンベリーにヒップホップは求めてない。間違ってる」と、ジェイ・Zのヘッドライナー出演に苦言を呈し、ロックの聖地と考えられているグラストンベリーの路線変更を嘆いた。
ノエルのこの発言によって方々で議論が巻き起こる中、主催者のイービス親子は、「ノエルが口を出してきたことに失望した。彼は（グラストンベリーは）ギター・バンドの場だと言ったが、その通り、たくさんのギター・バンドがプレイすることになっている」と反論し、コールドプレイのクリス・マーティンは「彼は世界一のラッパー。この騒ぎにはちょっと恥ずかしいとさえ思っている」とジェイ・Zを擁護するコメントを発した。
ジェイ・Z自身は、ロックやヒップホップに境界線があるほうがおかしいとする持論を展開。「音楽を分類したがる奴らもいる。でも、今の若者は音楽をそういう風に聴いてない。俺はどんなタイプのものでも聴く。そうであるべきだと思ってる。それが今の世界だ。いろんなカルチャーがミックスされているべきだ。（分けるとしたら）いい音楽か、悪い音楽かってだけだ」「新しいものを受け入れないで、どうやって発展していくっていうんだ？ 全くもって古い考え方だ。世の中の動きについていってない。（批判されて）本当に驚いた」と反論した。
ノエルは、この騒動に関し「そもそもチケットセールスに関して意見を求められ、自分の考えを話しただけだ」「レコードに関して言えばジェイ・Zは気に入ってる。それが俺の意見だ。もし俺の発言が人を傷つけるというなら、もう質問なんかするな」と話し、マスコミの大げさな報道を批判した。
ジェイ・Zは当日、BBCのテレビ番組でジェイ・Z批判を行っているノエルの映像をスクリーンに映し出しながら、ギターを抱えてステージに登場し、オアシスの楽曲「ワンダーウォール」をカバー。観客が大合唱しジェイ・Zコールを繰り返す中で、AC/DCのギターリフをサンプリングした自身の楽曲「99 Problems」になだれ込むパフォーマンスを行った。
しかしながら、結果的にこの年のチケットは数百枚が売れ残り、その原因をグラストンベリーの路線変更に求める声も少なくなかったが、翌年からはチケット発売を前倒ししてのセールス展開を試み成功を収めている。
これらの動きに関して、カサビアンのトム・ミーガンは「ジェイ・Zのパフォーマンスは最高に素晴らしかった。あいつはすごい。今年のグラストンベリーが売り上げともども不評だった問題は、全体的なラインナップの迫力不足が原因だろう」とコメント。トラヴィスのダギー・ペインも「彼のパフォーマンスを実際に観たけど、すごく良かった。ノエルとは友達だけど、さすがにあれは失言だった」と話した。また、ジェイ・Zが披露した「Wonderwall」と「99 Problems」は、いずれも旧譜でありながら翌日からUKシングルチャートに復活し、大きなリバイバルヒットを記録した。これに対してノエルは「俺の曲がチャートに入った。ジェイ・Zの人気は天井知らずだな。みんなの勝ちだ。彼は俺の発言が間違って伝えられたって分かってるだろう」と発言した。

## 主なステージ
約60のステージや会場がある。
- Pyramid Stage - メインステージ。12万人以上を収容可能[3][4]。
- Other Stage - 2番目に大きなステージ。会場南側に位置する。
- West Holts - 第3のステージ。約35,000人を収容可能[3]。

2019年の会場全体の収容人数は、最大21万人（スタッフ、出演者63,000人を含む）。

## 主な出演者
一番上に表記されているバンド名が、ヘッドライナー（ピラミッド・ステージ）である。以下、他のステージの出演者も含む。

### 2024年
6月26日から30日に行われた。
| 28日 | 29日 | 30日 |
| - デュア・リパ - LCDサウンドシステム - PJ ハーヴェイ - SEVENTEEN - スクイーズ - ディーブロック・ユーロップ - アン・マリー - ボンベイ・バイシクル・クラブ - ダニー・ブラウン - シュガーベイブス - サンファ - ザ・ヴァクシーンズ - フォンテインズD.C. - キング・クルール - オーロラ - デキシーズ・ミッドナイト・ランナーズ - ケイト・ナッシュ - ヘアカット100 - ルル - ビリー・マーティン | - コールドプレイ - リトル・シムズ - マイケル・キワヌカ - キーン - シンディ・ローパー - フェミ・クティ - ディスクロージャー - ザ・ストリーツ - カミラ・カベロ - ブロック・パーティ - ジェシー・ウェア - ブラック・プーマズ - コリーヌ・ベイリー・レイ - ゴシップ - カサビアン - オービタル - ブリーダーズ - おとぼけビ〜バ〜 - ジョニー・フリン - オーシャン・カラー・シーン - ラッセル・クロウズ・インドア・ガーデン・パーティ - アルバート・リー - ザ・マジック・ナンバーズ | - SZA - ジャネール・モネイ - シャナイア・トゥエイン - ザ・ナショナル - トゥー・ドア・シネマ・クラブ - アヴリル・ラヴィーン - ジェイムス - ザ・ズートンズ - ジャスティス - ブリタニー・ハワード - スティール・パルス - ジェイムス・ブレイク - キム・ゴードン - Alvvays - ロンドン・グラマー - ジプシー・キングス - ジュディ・コリンズ - バーナード・バトラー - ザ・ゴー!チーム - トーヤ・ウィルコックス&ロバート・フリップ |

### 2023年
6月21日から25日に行われた。
|               | 23日 | 24日 | 25日 |
| ------------- | --- | --- | --- |
| Pyramid Stage | - アークティック・モンキーズ - ロイヤルブラッド - フー・ファイターズ - テキサス - Stefflon Don - Maisie Peters - THE MASTER MUSICIANS OF JOUJOUKA | - ガンズ・アンド・ローゼズ - リゾ - ルイス・キャパルディ - AITCH - AMADOU & MARIAM - RAYE - リック・アストリー | - エルトン・ジョン - リル・ナズ・エックス - ブロンディ - YUSUF / CAT STEVENS - THE CHICKS - SOPHIE ELLIS-BEXTOR - BRISTOL REGGAE ORCHESTRA & WINDRUSH CHOIR |

### 2022年
6月22日から26日に行われた。
| 24日 | 25日 | 26日 |
| - ビリー・アイリッシュ - サム・フェンダー - ロバート・プラント&アリソン・クラウス - ウルフ・アリス - クラウデッド・ハウス - ルーファス・ウェインライト - フォールズ - セイント・ヴィンセント - スーパーグラス - ファースト・エイド・キット - ブロッサムズ - ケイ・テンペスト - ザ・リバティーンズ - リトル・シムズ - シェウン・クティ - TLC - プライマル・スクリーム - ジーザス&メリーチェイン - フィービー・ブリジャーズ - シグリッド - フォー・テット - セイント・エティエンヌ - ドライ・クリーニング - ウェット・レッグ - ホットハウス・フラワーズ - シュガーベイブス | - ポール・マッカートニー - ノエル・ギャラガーズ・ハイ・フライング・バーズ - ハイム - イージー・ライフ - ミーガン・ジー・スタリオン - オリヴィア・ロドリゴ - グラス・アニマルズ - メトロノミー - カリブー - リオン・ブリッジズ - ブラック・ミディ - 幾何学模様 - ヤングブラッド - ビーバドゥービー - ホリー・ハンバーストーン - ジェシー・ウェア - ミツキ - アヴァランチーズ - ビッグ・シーフ - ザ・ウォーターボーイズ - リチャード・トンプソン - トニー・クリスティ - ザ・フージアーズ - ラム | - ケンドリック・ラマー - ロード - ダイアナ・ロス - ハービー・ハンコック - ダハ・ブラハ - ペット・ショップ・ボーイズ - イヤーズ・アンド・イヤーズ - ケイシー・マスグレイヴス - フォンテインズD.C. - アンジェリーク・キジョー - スナーキー・パピー - チャーリー・XCX - リトル・ドラゴン - クレイロ - ジョージ・エズラ - スポーツ・チーム - コートニー・バーネット - ジャーヴィス・コッカー - ジャック・ホワイト - スザンヌ・ヴェガ - マクフライ - ケイト・ラズビー - P・P・アーノルド |

### 2019年
6月26から30日に開催された。
| 28日 | 29日 | 30日 |
| - ストームジー - ジョージ・エズラ - ローリン・ヒル - バスティル - シェリル・クロウ - トム・オデール - ビヨルン・アゲイン - トゥー・ドア・シネマ・クラブ - ザ・ヴァクシーンズ | - ザ・キラーズ - リアム・ギャラガー - ジャネット・ジャクソン - ホージア - アン・マリー - キャリー・アンダーウッド - ザ・プロクレイマーズ - ケミカル・ブラザーズ | - ザ・キュアー - ヴァンパイア・ウィークエンド - マイリー・サイラス - カイリー・ミノーグ - Special guest デイビッド・アッテンボロー - イヤーズ・アンド・イヤーズ - メイヴィス・ステイプルズ - Langa Methodist Church Choir - ビリー・アイリッシュ - ブリング・ミー・ザ・ホライズン - BABYMETAL |

### 2017年
| 1日目 | 2日目 | 3日目 |
| - レディオヘッド - ザ・エックス・エックス - ロイヤル・ブラッド - クリス・クリストファーソン - ファースト・エイド・キット - ポール・キャラック - ロード - ジョージ・エズラ - ホールジー - チャーリー・エックス・シー・エックス - プリテンダーズ - ディジー・ラスカル - リトル・ドラゴン - クリーン・バンディット - ライド - ザ・レモン・ツイッグス - デュア・リパ - ザ・フレーミング・リップス - エンジェル・オルセン - Bo Ningen | - フー・ファイターズ - ザ・ナショナル - ケイティ・ペリー - ジェレミー・コービン（スピーチのみ） - クレイグ・デイヴィッド - アルト・ジェイ - リアム・ギャラガー - カイザー・チーフス - ワイルド・ビースツ - ブリティッシュ・シー・パワー - ガブリエル・アプリン - ジャクソンズ - ソランジュ - トゥーツ・アンド・ザ・メイタルズ - サンダーキャット - フェニックス - ファーザー・ジョン・ミスティ - DJシャドウ - トーヴ・ロー - ウォーペイント | - エド・シーラン - ビッフィ・クライロ - シック - バリー・ギブ - ジェイミー・カラム - ブラック・ダイク・バンド - エミリー・サンデー - ハイム - コーダライン - ドロップキック・マーフィーズ - ジャスティス - シャギー - メトロノミー - ゴールドフラップ - ザ・キラーズ - リアル・エステート - サンファ |

### 2016年
| 1日目 | 2日目 | 3日目 |
| - ミューズ - フォールズ - ZZトップ - トゥー・ドア・シネマ・クラブ - デーモン・アルバーン - ディスクロージャー - バスティル - ブリング・ミー・ザ・ホライズン - エディターズ - アンダーワールド - シガー・ロス - アルーナジョージ - ロニー・スペクター - グウェノー・ピペット - ホットハウス・フラワーズ - アラーム - ミシェル・ストッダート（ザ・マジック・ナンバーズ） - コリーヌ・ベイリー・レイ - ドン・レッツ | - アデル - テーム・インパラ - ラスト・シャドウ・パペッツ - マッドネス - スクイーズ - ニュー・オーダー - チャーチズ - The 1975 - トム・オデール - バンド・オブ・スカルズ - ハーツ - ジェイムス・ブレイク - サンティゴールド - 渋さ知らズ - M83 - ファットボーイ・スリム - デュア・リパ - フィリップ・グラス - マーキュリー・レヴ - アーネスト・ラングリン - アート・ガーファンクル - ポール・キャラック - グレン・マトロック - ウィル・ヤング | - コールドプレイ - ベック - エリー・ゴールディング - ジェフ・リンズ・ELO - グレゴリー・ポーター - LCDサウンドシステム - PJ ハーヴェイ - イヤーズ・アンド・イヤーズ - アース・ウィンド・アンド・ファイアー - マイケル・キワヌカ - カマシ・ワシントン - ジェイク・バグ - マック・デマルコ - オブ・モンスターズ・アンド・メン - バンド・オブ・ホーセズ - バット・フォー・ラッシーズ - ミステリー・ジェッツ - グライムス - セイント・エティエンヌ - シンディ・ローパー - ガブリエル・アプリン - KTタンストール |

### 2015年
| 1日目 | 2日目 | 3日目 |
| - フローレンス・アンド・ザ・マシーン - モーターヘッド - メアリー・J. ブライジ - アラバマ・シェイクス - ジェームズ・ベイ - マーク・ロンソン - ザ・ヴァクシーンズ - エヴリシング・エヴリシング - ザ・クリブス - エンター・シカリ - SBTRKT - チェット・フェイカー - ホット・チップ - カリブー - マルコス・ヴァーリ - スーパー・ファーリー・アニマルズ - ウィルコ・ジョンソン - ルル - ドン・レッツ - ザ・リバティーンズ（シークレット出演） | - カニエ・ウェスト - ファレル・ウィリアムス - バート・バカラック - ジョージ・エズラ - ザ・ウォーターボーイズ - デッドマウス - クリーン・バンディット - アジーリア・バンクス - トッド・テリエ - グレゴリー・ポーター - SOIL&"PIMP"SESSIONS - スピリチュアライズド - メイヴィス・ステイプルズ - イベイー - スウェード - ラ・ルー - ジェシー・ウェア - イヤーズ・アンド・イヤーズ - ポップ・グループ - ムーディー・ブルース - ニック・ロウ&ポール・カラック&アンディ・フェアウェザー・ロウ - テキサス - トミー・エマニュエル - キティー・デイジー&ルイス | - ザ・フー - ポール・ウェラー - ライオネル・リッチー - パティ・スミス - ホージア - ケミカル・ブラザーズ - ベル・アンド・セバスチャン - フライング・ロータス - FKAツイッグス - ライアン・アダムス - ザ・フォール - パフューム・ジーニアス - FFS（フランツ・フェルディナンド&スパークス） - デス・キャブ・フォー・キューティー - チャーリー・エックス・シー・エックス - ドノヴァン - ロン・セクスミス - アイドルワイルド - ゾンビーズ - バズコックス |

※1日目ヘッドライナーの予定だったフー・ファイターズはデイヴ・グロールの負傷により出演キャンセル

### 2014年
| 1日目 | 2日目 | 3日目 |
| - アーケード・ファイア - エルボー - リリー・アレン - デ・ラ・ソウル - ロドリーゴ・イ・ガブリエーラ - スクリレックス - パオロ・ヌティーニ - インターポール - フォスター・ザ・ピープル - ハイム - バンド・オブ・スカルズ - ブロンディ - M.I.A. - ジュラシック5 - チューン・ヤーズ - メトロノミー - フォー・テット - カイザー・チーフス - リッキ・リー - チャーチズ - ワイルド・ビースツ - ドクター・フィールグッド - トニー・ジョー・ホワイト - ソフィー・エリス・ベクスター - マイケル・キワヌカ - リッチー・ホゥティン - タートルアイランド | - メタリカ - ジャック・ホワイト - ロバート・プラント - ラナ・デル・レイ - ケリス - ジェイク・バグ - ピクシーズ - マニック・ストリート・プリーチャーズ - イマジン・ドラゴンズ - コーダライン - ウォーペイント - ミッドレイク - ブライアン・フェリー - ゴールドフラップ - ジ・インターネット - モグワイ - ESG - MGMT - クローメオ - リトル・ドラゴン - ニック・ロウ - ケイシー・マスグレイヴス - ジョン・イルズリー（ダイアー・ストレイツ） - エミリアナ・トリーニ - ベス・オートン - スキニー・リスター - ファットボーイ・スリム | - カサビアン - ザ・ブラック・キーズ - エド・シーラン - ドリー・パートン - The 1975 - マッシヴ・アタック - エリー・ゴールディング - ボンベイ・バイシクル・クラブ - ザ・ホラーズ - サム・スミス - ザ・サブウェイズ - ディスクロージャー - ウェイラーズ - ジェイムス・ブレイク - セイント・ヴィンセント - プラスティック・オノ・バンド - ファナ・モリーナ - チャンス・ザ・ラッパー - スザンヌ・ヴェガ - ジェイク・バグ - ガブリエル・アプリン - アンタイ・フラッグ - アバヴ&ビヨンド - ストロマエ |

### 2013年
| 1日目 | 2日目 | 3日目 |
| - アークティック・モンキーズ - ディジー・ラスカル - ザ・ヴァクシーンズ - リタ・オラ - ジェイク・バグ - ポーティスヘッド - フォールズ - エンター・シカリ - ザ・ハイヴス - シックFEATURINGナイル・ロジャース - トム・トム・クラブ - ザ・ホラーズ - ダイナソーJr. - ソランジュ - クリスタル・キャッスルズ - シミアン・モバイル・ディスコ - ドン・レッツ - カール・クレイグ | - ザ・ローリング・ストーンズ - プライマル・スクリーム - エルヴィス・コステロ - チェイス・アンド・ステイタス - トゥー・ドア・シネマ・クラブ - アラバマ・シェイクス - パブリック・エナミー - ジ・オーブ - デヴェンドラ・バンハート - ハーツ - エヴリシング・エヴリシング - ジョニー・マー - スティーヴ・ウィンウッド - ボーイズ・ノイズ - ナズ - スライ&ザ・ファミリー・ストーン | - マムフォード・アンド・サンズ - ニック・ケイヴ・アンド・ザ・バッド・シーズ - ヴァンパイア・ウィークエンド - ケニー・ロジャース - ルーファス・ウェインライト - ザ・エックス・エックス - スマッシング・パンプキンズ - エディターズ - オブ・モンスターズ・アンド・メン - パブリック・イメージ・リミテッド - ボビー・ウーマック - セルジオ・メンデス - キャット・パワー - マイケル・キワヌカ - フェニックス - ジェイムス・ブレイク - トム・オデール - タイラー・ザ・クリエイター&アール・スウェットシャツ |

### 2011年
| 1日目 | 2日目 | 3日目 |
| - U2 - モリッシー - プライマル・スクリーム - DJシャドウ - ファットボーイ・スリム - シー・ロー・グリーン - ウータン・クラン - B.B.キング - ジミー・クリフ - ビッグ・オーディオ・ダイナマイト - ケシャ - フリート・フォクシーズ - ザ・コーラル - ブライト・アイズ - メトロノミー - レディオヘッド（シークレット出演） | - コールドプレイ - ケミカル・ブラザーズ - バトルス - ザ・ホラーズ - ジェイムス・ブレイク - フレンドリー・ファイアーズ - ジミー・イート・ワールド - ジェシー・J - パオロ・ヌティーニ - ルーマー - ザ・キルズ - ウォーペイント - エルボー - グラスヴェガス - グレアム・コクソン - パルプ（シークレット出演） | - ビヨンセ - クイーンズ・オブ・ザ・ストーン・エイジ - ペンデュラム - ザ・ストリーツ - グリフ・リース - ポール・サイモン - ドン・マクリーン - クール＆ザ・ギャング - プランB - カイザー・チーフス - イールズ - ノイゼッツ - ロビン - コールド・ウォー・キッズ - OK Go - フォスター・ザ・ピープル |

### 2010年
| 1日目 | 2日目 | 3日目 |
| - ゴリラズ - ディジー・ラスカル - スヌープ・ドッグ - モス・デフ - ザ・フレーミング・リップス - グルーヴ・アルマダ - ウィリー・ネルソン - フェミ・クティ - ストラングラーズ - ヴァンパイア・ウィークエンド - ボーイズ・ノイズ - ホット・チップ - ファットボーイ・スリム - コリーヌ・ベイリー・レイ - ザ・マジック・ナンバーズ - マシュー・ハーバート - ブロークン・ベルズ | - ミューズ - ペット・ショップ・ボーイズ - ジョージ・クリントン - シザー・シスターズ - シャキーラ - ジャクソン・ブラウン - エディターズ - ザ・クリブス - フォールズ - ザ・エックス・エックス - デルフィック - ニック・ロウ - ファンカデリック - デヴェンドラ・バンハート - ミッドレイク - ホーリー・ファック - ブラッド・レッド・シューズ | - スティーヴィー・ワンダー - フェイスレス - オービタル - ジャック・ジョンソン - レイ・デイヴィス - スラッシュ - ノラ・ジョーンズ - アッシュ - MGMT - ギャング・オブ・フォー - ブロークン・ソーシャル・シーン - ロドリーゴ・イ・ガブリエーラ - ウィー・アー・サイエンティスツ - ジュリアン・カサブランカス - トゥーツ・アンド・ザ・メイタルズ - トニー・アレン - キーン |

※1日目ヘッドライナー予定だったU2は出演キャンセル

### 2009年
| 1日目 | 2日目 | 3日目 |
| - ニール・ヤング - スペシャルズ - ブロック・パーティ - ダヴズ - フリート・フォクシーズ - ザ・ビュー - N.E.R.D - Q-Tip - ザ・ストリーツ - アニマル・コレクティブ - リリー・アレン - ザ・ティン・ティンズ - レディー・ガガ - レジーナ・スペクター - フレンドリー・ファイアーズ - ザ・ホラーズ | - ブルース・スプリングスティーン - フランツ・フェルディナンド - カサビアン - ピート・ドハーティ - マキシモ・パーク - ペンデュラム - ジャーヴィス・コッカー - クロスビー、スティルス&ナッシュ - ジェイソン・ムラーズ - ピーター・ビヨーン・アンド・ジョン - パオロ・ヌティーニ - ディジー・ラスカル - 2 Many DJs - ジェイミー・カラム - パッション・ピット - クラクソンズ | - ブラー - プロディジー - ニック・ケイヴ - ブラック・アイド・ピーズ - エコー&ザ・バニーメン - マッドネス - トム・ジョーンズ - ヤー・ヤー・ヤーズ - ノイゼッツ - トニー・クリスティ - エンター・シカリ - シェウン・クティ - ゴング - バット・フォー・ラッシーズ - ザ・マジック・ナンバーズ - コールド・ウォー・キッズ |

### 2008年
| 1日目 | 2日目 | 3日目 |
| - キングス・オブ・レオン - ザ・フラテリス - エディターズ - KTタンストール - ジ・エナミー - パニック!アット・ザ・ディスコ - ザ・クリブス - ファットボーイ・スリム - ザ・ティン・ティンズ - ディジー・ラスカル - ベン・フォールズ - ジ・エナミー - オゾマトリ - ザ・ゴシップ - ザ・サブウェイズ - フランツ・フェルディナンド（シークレット出演） | - ジェイ・Z - マッシヴ・アタック - エイミー・ワインハウス - マヌ・チャオ - フューチャーヘッズ - ピート・ドハーティ - ラカンターズ - ラスト・シャドウ・パペッツ - ジェイムス・ブラント - CSS - バトルス - ダフィー - MGMT - ホット・チップ - ネオン・ネオン - シミアン・モバイル・ディスコ | - ザ・ヴァーヴ - レナード・コーエン - ニール・ダイアモンド - ゴールドフラップ - ジョン・メイヤー - グルーヴ・アルマダ - スピリチュアライズド - ザ・ズートンズ - ソロモン・バーク - ブルートーンズ - システム7 - アンクル - ギルバート・オサリバン - マイ・モーニング・ジャケット - ミステリー・ジェッツ - ブラッド・レッド・シューズ |

### 2007年
| 1日目 | 2日目 | 3日目 |
| - アークティック・モンキーズ - ビョーク - アーケイド・ファイア - スーパー・ファーリー・アニマルズ - カサビアン - ブロック・パーティー - ザ・フラテリス - ザ・ビュー - ザ・コーラル - クリブス - ザ・マジック・ナンバーズ - ブライト・アイズ - ダーティ・プリティ・シングス - エイミー・ワインハウス - サンディ・トム - ゴーゴル・ボールデロ | - ザ・キラーズ - ポール・ウェラー - イギー・ポップ - ザ・クークス - クラクソンズ - ベイビーシャンブルズ - マキシモ・パーク - エディターズ - リリー・アレン - ザ・ピペッツ - パオロ・ヌティーニ - スウィッチズ - トワング - CSS - ロドリーゴ・イ・ガブリエーラ - グリフ・リース - SOIL&"PIMP"SESSIONS | - ザ・フー - カイザー・チーフス - マニック・ストリート・プリーチャーズ - ケミカル・ブラザーズ - サンシャイン・アンダーグラウンド - ジ・エナミー - ミーカ - ザ・ビュー - コリーヌ・ベイリー・レイ - ザ・ゴシップ - ハード・ファイ（シークレット出演） - ザ・ゴー!チーム - KTタンストール - ペンデュラム - ノイゼッツ - ザ・ホラーズ - ヴィタリック |

### 2005年
| 1日目 | 2日目 | 3日目 |
| - ホワイト・ストライプス - ファットボーイ・スリム - ザ・キラーズ - エルヴィス・コステロ - ダヴズ - ザ・ズートンズ - ロイクソップ - ベイビーシャンブルズ - ジョン・バトラー・トリオ - M.I.A. - M83 | - コールドプレイ - ニュー・オーダー - キーン - ザ・コーラル - アッシュ - レイザーライト - カイザー・チーフス - インターポール - アスリート - ザ・ゴー!チーム - ザ・サブウェイズ | - ベースメント・ジャックス - プライマル・スクリーム - ガービッジ - イアン・ブラウン - ジェームス・ブラント - ブライアン・ウィルソン - ヴァン・モリソン - ラーズ - ルーファス・ウェインライト - ライアン・アダムス - フェミ・クティ |

※3日目ヘッドライナー予定だったカイリー・ミノーグは出演キャンセル

### 2004年
| 1日目 | 2日目 | 3日目 |
| - オアシス - キングス・オブ・レオン - フランツ・フェルディナンド - スノウ・パトロール - グルーヴ・アルマダ - ウィルコ - ブライト・アイズ - ケミカル・ブラザーズ - ザ・ラプチャー - ソウライヴ | - ポール・マッカートニー - ベースメント・ジャックス - ブラック・アイド・ピーズ - ベン・ハーパー - ロストプロフェッツ - シザー・シスターズ - ダミアン・ライス - マイ・モーニング・ジャケット - ジョス・ストーン - 22-20s | - ミューズ - モリッシー - スーパーグラス - ジェームス・ブラウン - オービタル - ベル・アンド・セバスチャン - テレヴィジョン - オゾマトリ - システム7 - ジ・オーディナリー・ボーイズ |

### 2003年
| 1日目 | 2日目 | 3日目 |
| - R.E.M. - プライマル・スクリーム - スウェード - モグワイ - ロイクソップ - デ・ラ・ソウル - ザ・ダークネス - クーパー・テンプル・クロース | - レディオヘッド - ザ・フレーミング・リップス - スーパーグラス - スーパー・ファーリー・アニマルズ - ポリフォニック・スプリー - リバティーンズ - ザ・コーラル - インターポール | - モービー - マニック・ストリート・プリーチャーズ - フィーダー - エイジアン・ダブ・ファウンデーション - ダヴズ - シガー・ロス - デイヴ・ガーン - ザ・ラプチャー |

### 2002年
| 1日目 | 2日目 | 3日目 |
| - コールドプレイ - フェイスレス - アッシュ - ネリー・ファータド - ザ・ダンディ・ウォーホルズ - ブッシュ - 渋さ知らズオーケストラ | - ステレオフォニックス - シャーラタンズ - ホワイト・ストライプス - イアン・ブラウン - オービタル - ノー・ダウト - レス・ザン・ジェイク | - ロッド・スチュワート - ロジャー・ウォーターズ - アイザック・ヘイズ - バッドリー・ドローン・ボーイ - スーパー・ファーリー・アニマルズ - ベル・アンド・セバスチャン - グルーヴ・アルマダ |

### 2000年
| 1日目                                                                                            | 2日目 | 3日目 |
| - ケミカル・ブラザーズ - カウンティング・クロウズ - サイプレス・ヒル - ブルートーンズ - モービー | - トラヴィス - ペット・ショップ・ボーイズ - オーシャン・カラー・シーン - エイジアン・ダブ・ファウンデーション - エラスティカ | - デヴィッド・ボウイ - エンブレイス - ハッピー・マンデース - ウィリー・ネルソン - ベースメント・ジャックス |

### 1999年
| 1日目                                                 | 2日目                                                                                     | 3日目                                                                   |
| - R.E.M. - クーラ・シェイカー - ゲイ・ダッド - ホール | - マニック・ストリート・プリーチャーズ - アンダーワールド - アッシュ - ジョー・ストラマー | - スカンク・アナンシー - レニー・クラヴィッツ - モグワイ - コーネリアス |

### 1998年
| 1日目                                                                                        | 2日目                                                                                  | 3日目                                                                                  |
| - プライマル・スクリーム - ジェイムス - フー・ファイターズ - ベン・ハーパー - タジ・マハール | - ブラー - ロビー・ウィリアムズ - アンダーワールド - プラシーボ - ステレオフォニックス | - パルプ - ソニック・ユース - ボブ・ディラン - トニー・ベネット - バーナード・バトラー |

### 1997年
| 1日目                                    | 2日目                                                              | 3日目                                      |
| - プロディジー - スーパーグラス - ベック | - レディオヘッド - オーシャン・カラー・シーン - クーラ・シェイカー | - アッシュ - ブルートーンズ - エコーベリー |

※3日目ヘッドライナー予定だったスティーヴ・ウィンウッドは出演キャンセル

### 1995年
| 1日目                                  | 2日目                                      | 3日目                                              |
| - オアシス - プロディジー - スリーパー | - パルプ - オービタル - ジェフ・バックリィ | - ザ・キュアー - エラスティカ - ザ・シャーラタンズ |

※2日目ヘッドライナー予定だったザ・ストーン・ローゼズは出演キャンセル

### 1994年
| 1日目 | 2日目                                                                | 3日目                                                                |
| - レヴェラーズ - レイジ・アゲインスト・ザ・マシーン - ベック - セイント・エティエンヌ - ブラインド・メロン | - エルヴィス・コステロ - ジェイムス - ビョーク - オービタル - ライド | - ピーター・ガブリエル - ブラー - レディオヘッド - パルプ - オアシス |

### 1993年
- ヴェルヴェット・アンダーグラウンド
- ザ・キンクス
- スウェード
- ザ・ヴァーヴ
- レニー・クラヴィッツ

### 1992年
| 1日目                                                            | 2日目                                                               | 3日目                                                                             |
| - カーターUSM - レヴェラーズ - フィッシュボーン - テレヴィジョン | - シェークスピアズ・シスター - ルー・リード - モリッシー - フォール | - ユッスー・ンドゥール - トム・ジョーンズ - マキシ・プリースト - ヴァン・モリソン |

### 1990年
- ザ・キュアー
- ハッピー・マンデーズ
- シネイド・オコナー
- デ・ラ・ソウル

### 1989年
- エルヴィス・コステロ
- ヴァン・モリソン
- スザンヌ・ヴェガ
- ピクシーズ
- ユッスー・ンドゥール

### 1987年
- エルヴィス・コステロ
- ヴァン・モリソン
- コミュナーズ
- ニュー・オーダー

### 1986年
- ザ・キュアー
- ザ・サイケデリック・ファーズ
- レヴェル42
- シンプリー・レッド
- マッドネス

### 1985年
- エコー&ザ・バニーメン
- ジョー・コッカー
- ブームタウン・ラッツ
- スタイル・カウンシル

### 1984年
- ザ・スミス
- ウェザー・リポート
- ブラック・ウフル
- エルヴィス・コステロ
- ザ・ウォーターボーイズ

### 1983年
- カーティス・メイフィールド
- UB40
- ザ・ビート

### 1982年
- ヴァン・モリソン
- ジャクソン・ブラウン
- Aswad
- ロイ・ハーパー

### 1981年
- ニュー・オーダー
- ホークウインド
- Aswad

### 1979年
- ピーター・ガブリエル
- ティム・ブレイク
- アレックス・ハービー

### 1978年
不詳

### 1971年
- デヴィッド・ボウイ
- ゴング
- ホークウインド
- トラフィック
- ピンク・フェアリーズ
- フェアポート・コンヴェンション
- キングダム・カム
- テリー・リード
- ファミリー
- クインテッセンス（英語版）
- エドガー・ブロートン・バンド（英語版）
- メラニー
- リンダ・ルイス

### 1970年
- ティラノザウルス・レックス
- アメイジング・ブロンデル
- イアン・A・アンダーソン
- キース・クリスマス
- クインテッセンス
- サム・アップル・パイ
- スタックリッジ
- アル・スチュアート

## ギャラリー

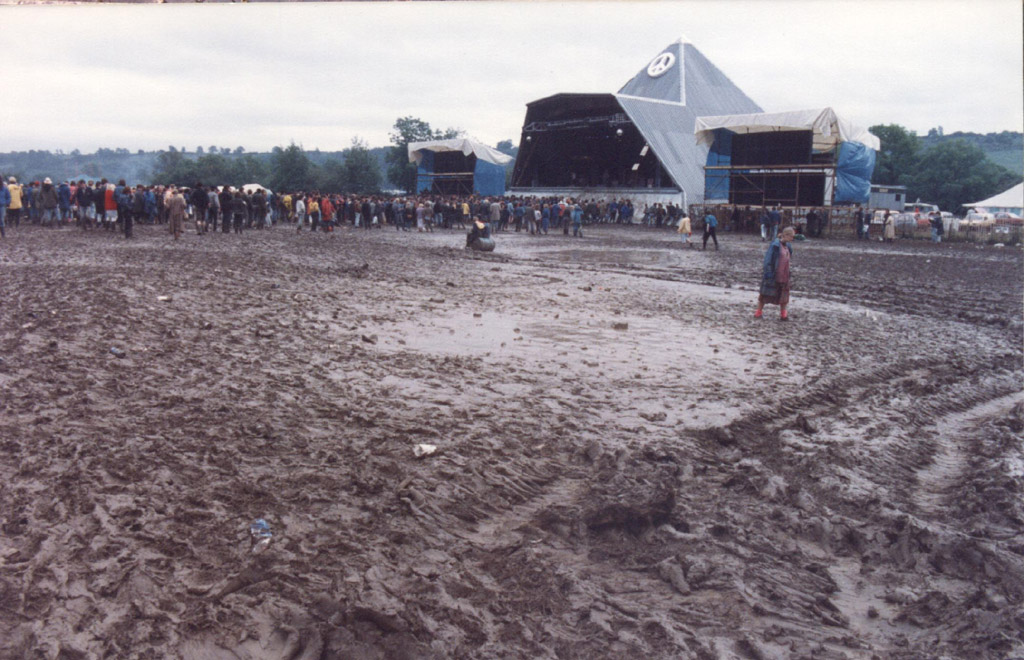
1985年
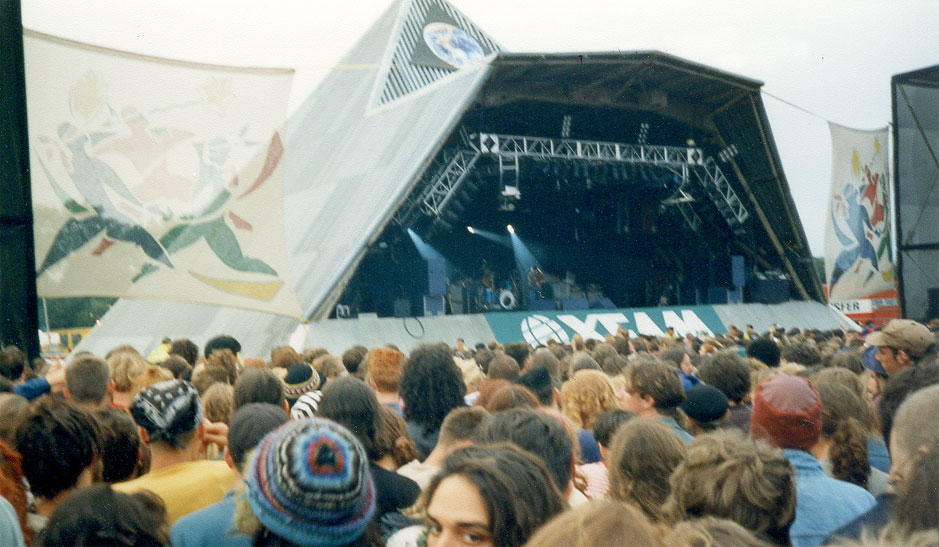
1993年
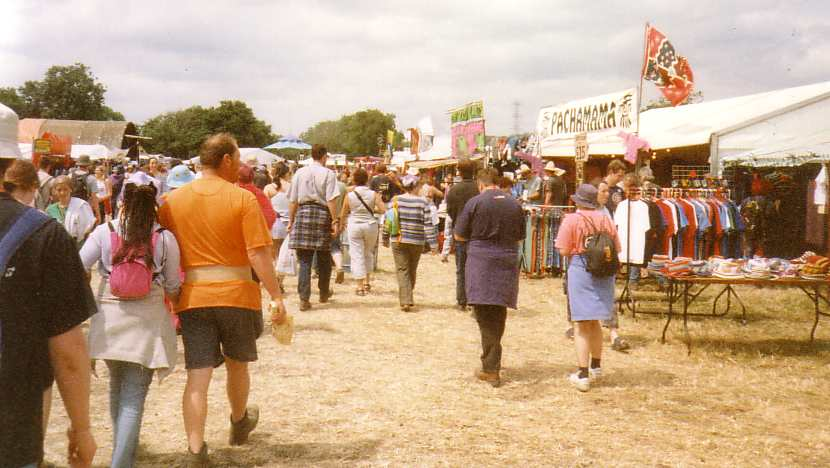
2002年
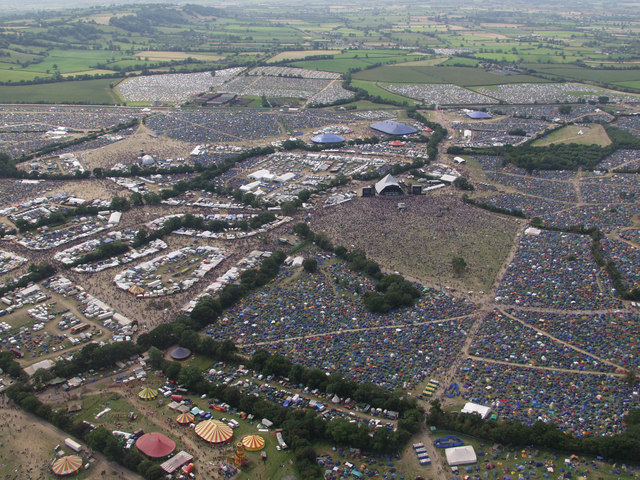
2002年
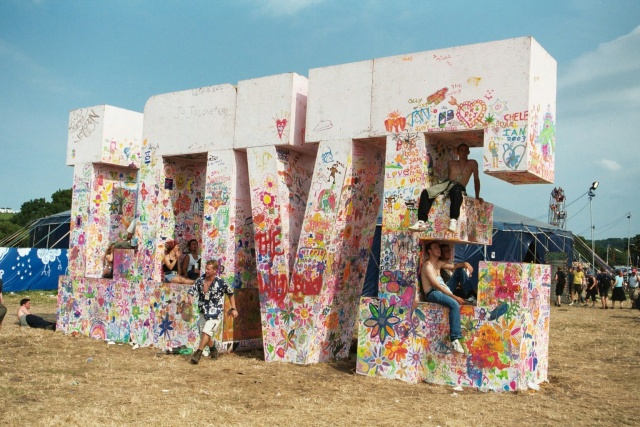
2003年
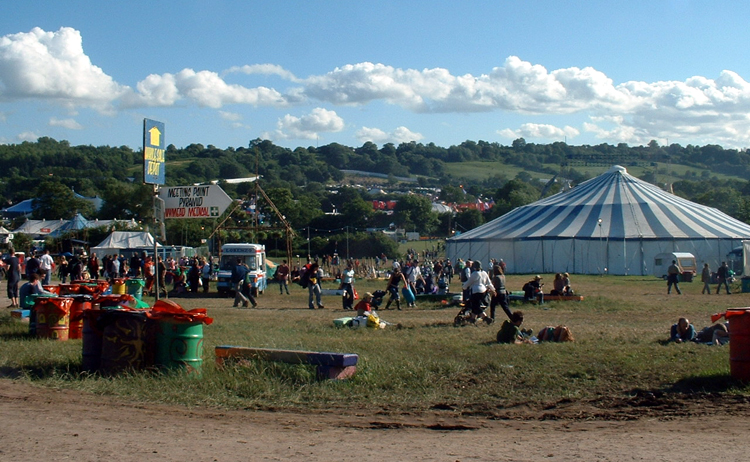
2004年
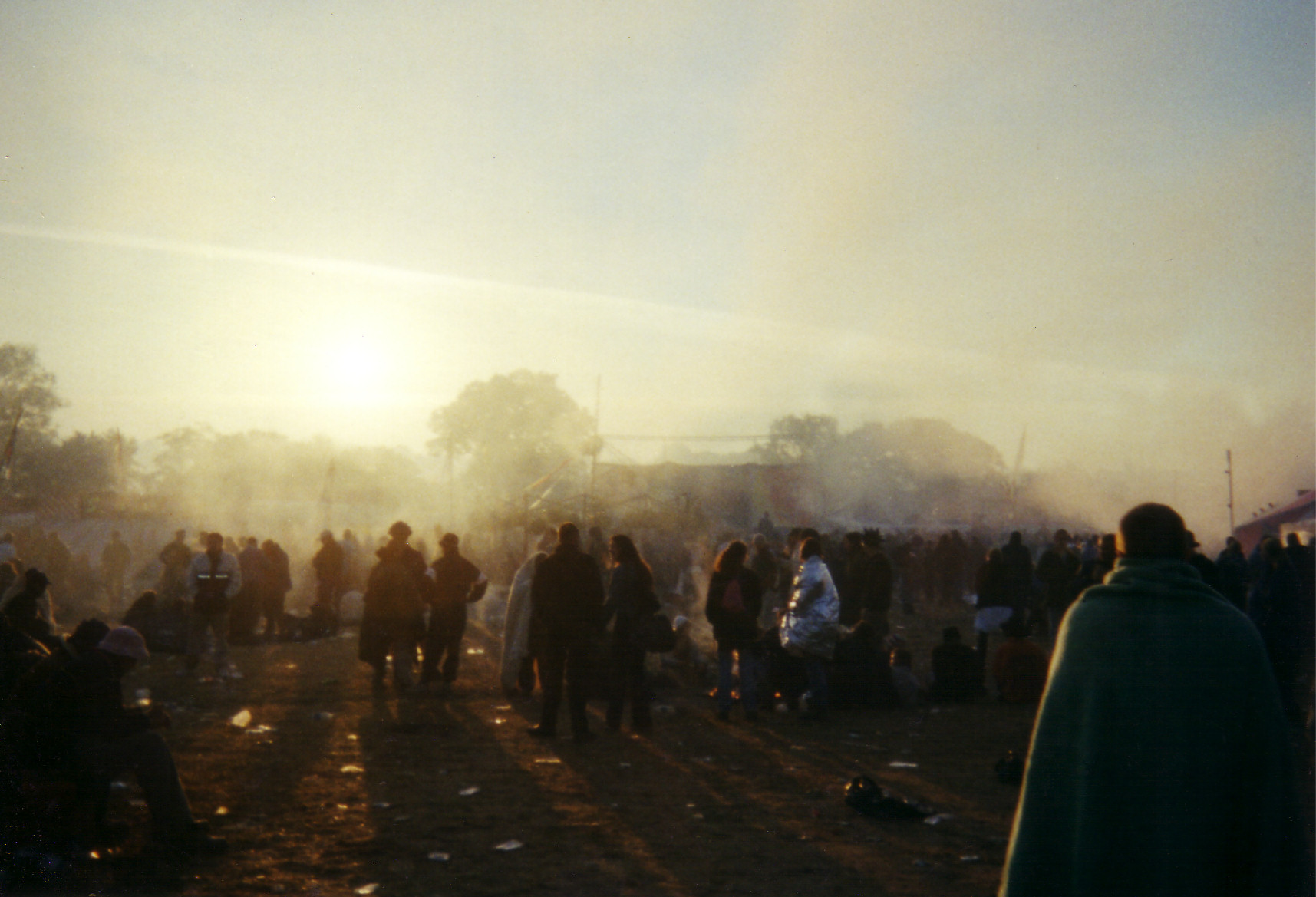
2000年
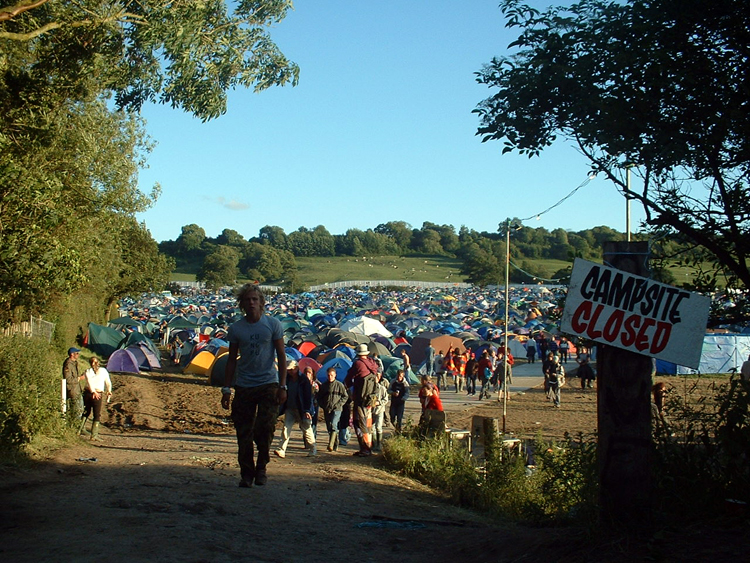
2004年
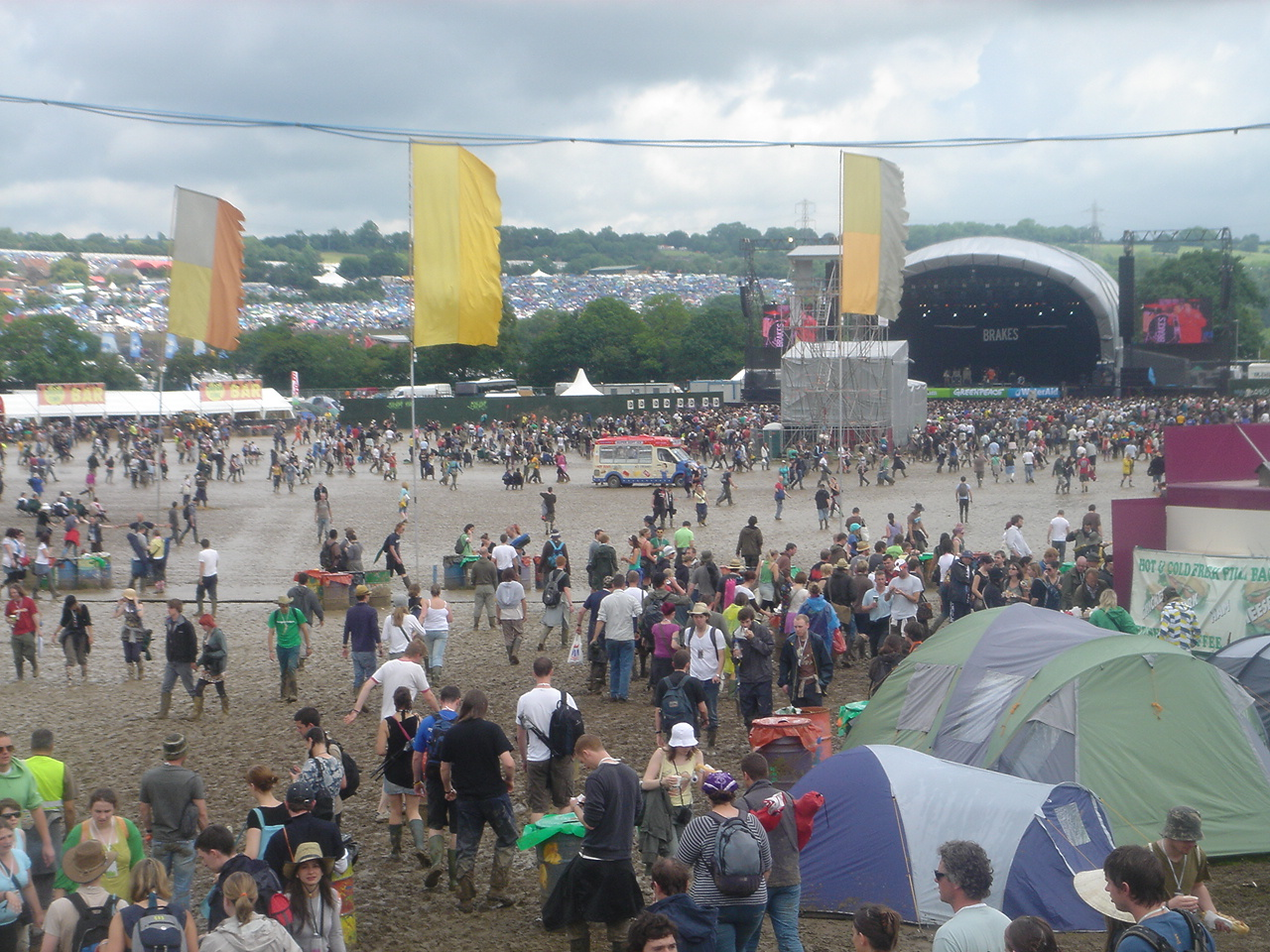
2007年
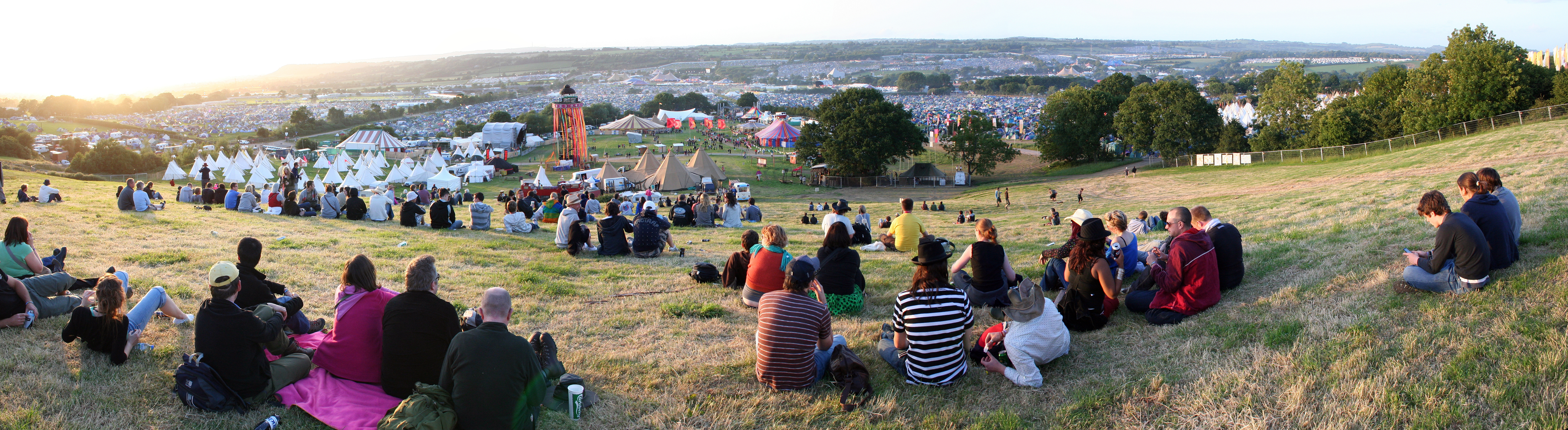
2008年
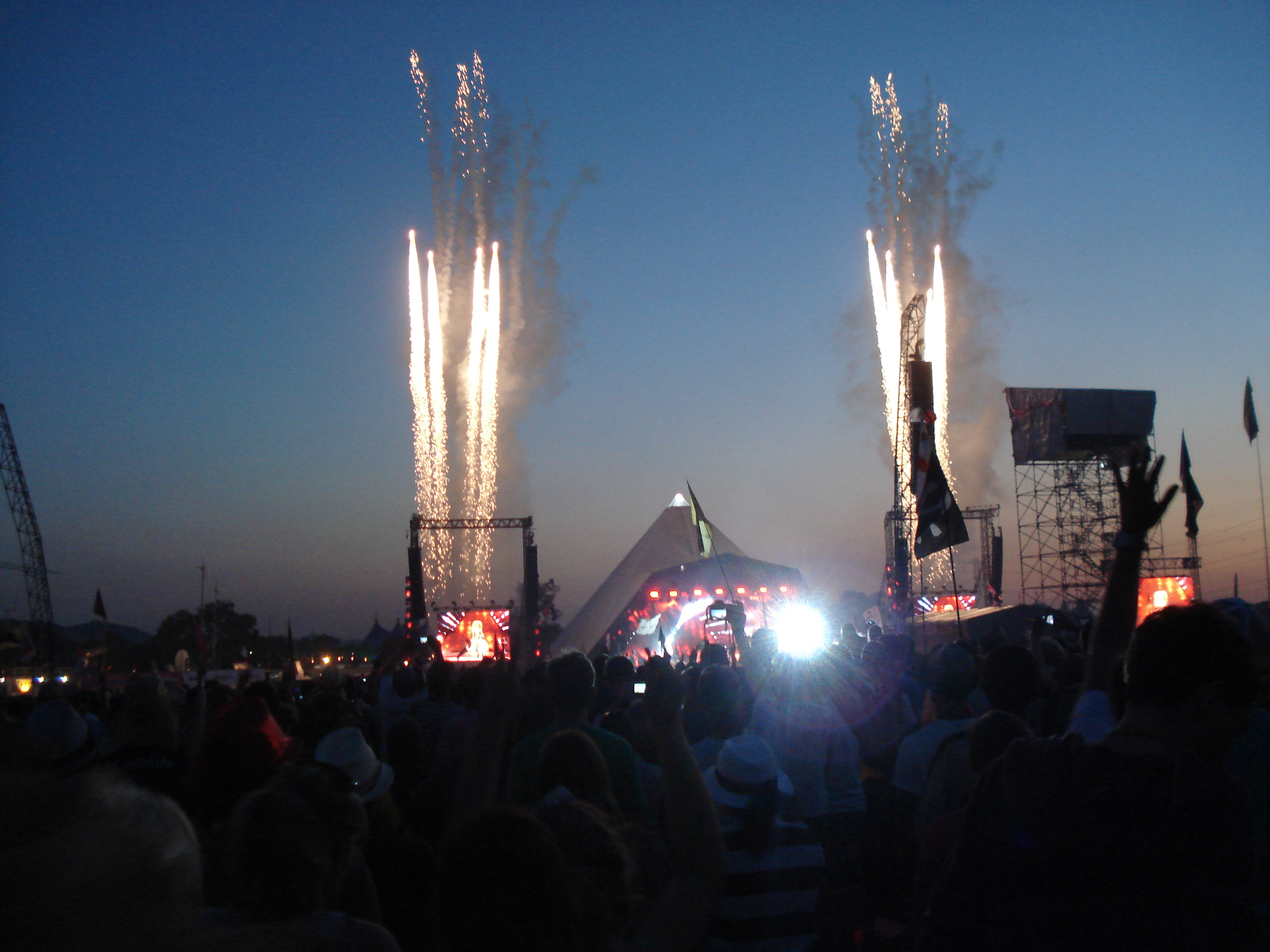
2011年
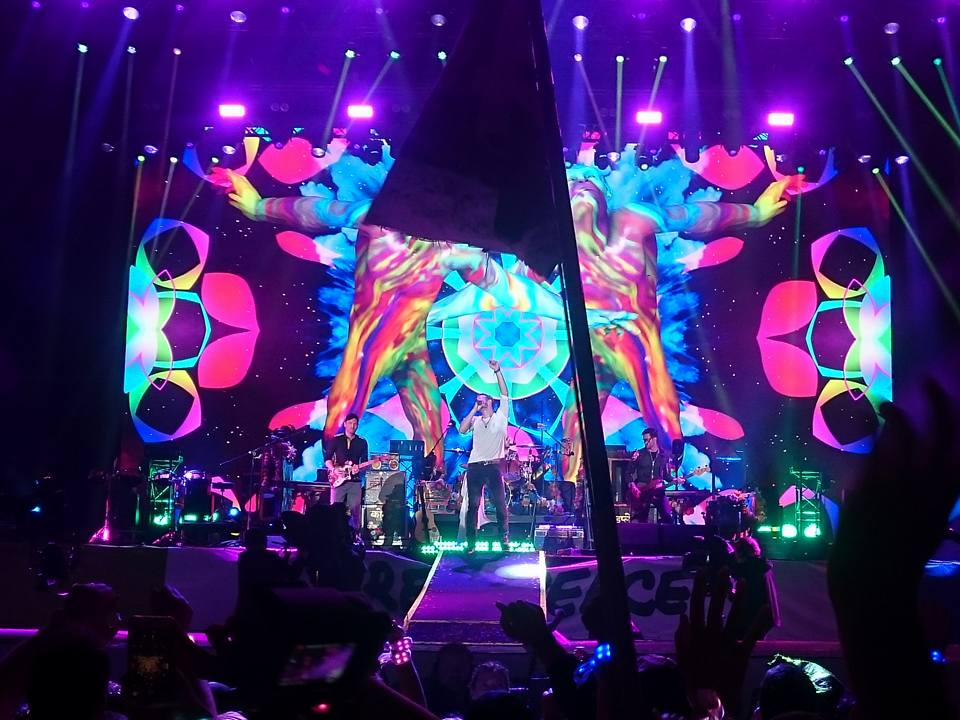
2016年
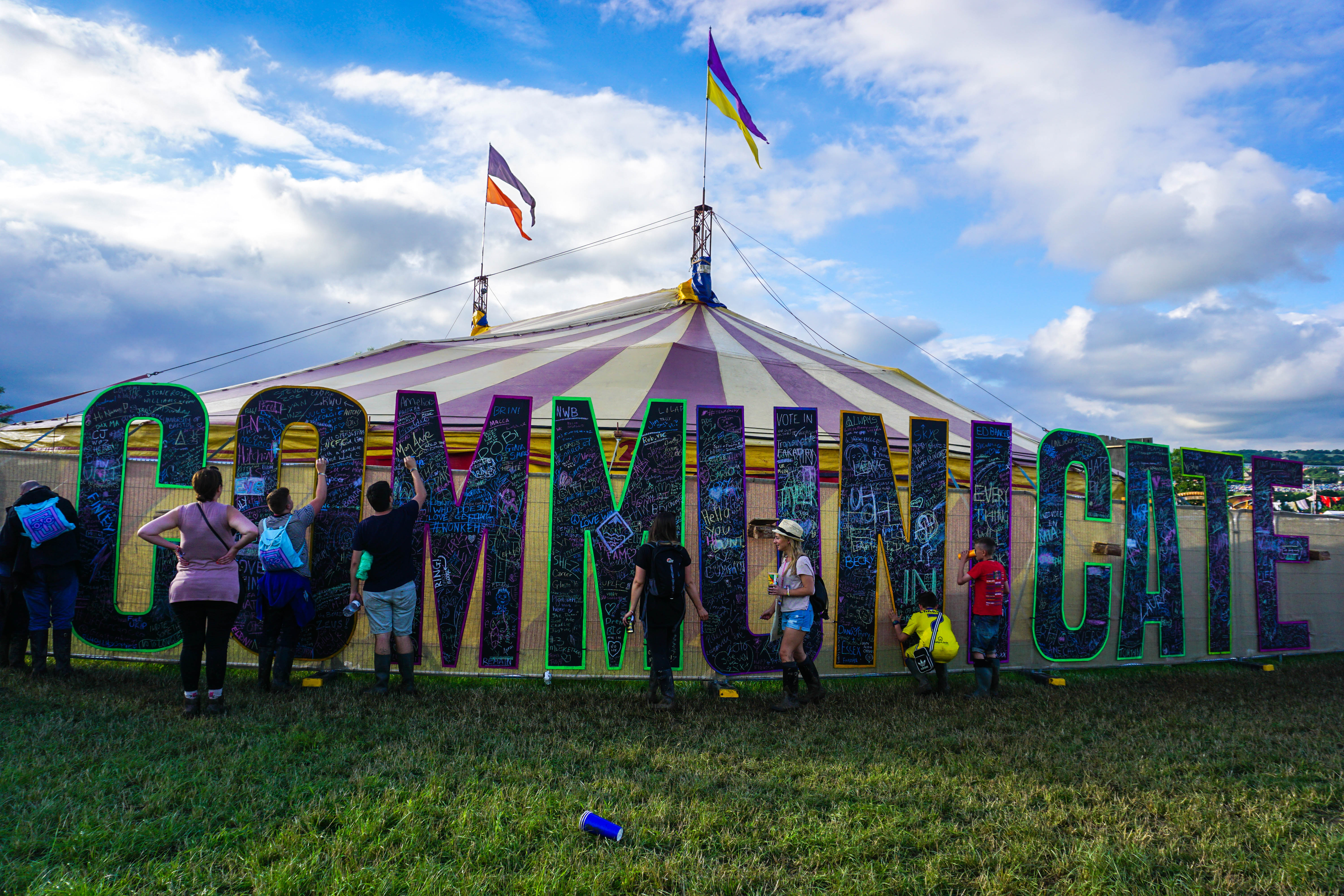
2016年
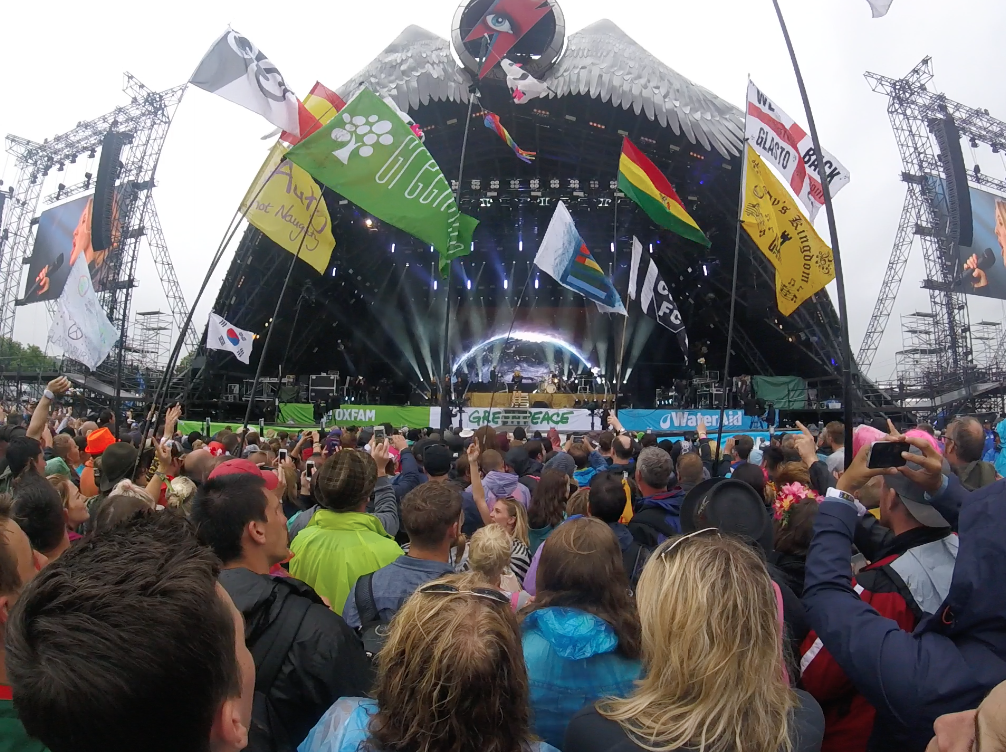
2016年